# Tupolev ANT-53
Tupolev ANT-53 là một dự án phát triển máy bay chở khách dân dụng vào cuối thập niên 1930 của Cục Thiết kế Tupolev ở Liên Xô.

## Phát triển và thiết kế
Tupolev ANT-53 được phát triển dựa trên máy bay ném bom hạng nặng Tupolev TB-7, khiến nó trở thành máy bay dân dụng có khả năng tương đương với Boeing 307 Stratoliner của Mỹ. Khoang điều áp của ANT-53 có thể chứa 48 hành khách hoặc 6 tấn hàng hóa. Máy bay trang bị 4 động cơ Mikulin AM-34FRNV hoặc 4 động cơ Tumansky M-85. Tuy nhiên, quá trình phát triển đã bị hủy bỏ do thiếu hụt kỹ sư trong lĩnh vực hàng không vũ trụ sau sự kiện Đại thanh trừng năm 1937-1938.